# Віджаядітья II
Віджаядітья II (*రెండవ విజయాదిత్యుడు; д/н — 847) — магараджа держави Східних Чалук'їв. Ім'я з телугу перекладається як «Переможець».

## Життєпис
Син магараджи Вішну-вардхана IV. Посів трон 808 року, проте невдовзі проти нього виступив брат Бхімасалкі. Останнього підтримав Говінда III, магараджахіраджа Раштракутів. Боротьба з братом тривала 12 років з перемінним успіхом. 813 року зазнав поразки від Говінди III, втративши трон на користь Бхімасалкі. Втім 814 року після смерті Говінди III повалив Бхімасалкі, відновившись у владі. Завдав поразки Шивамарі II, магарджі Західних Гангів, союзникові Бхімасалкі.
Уклав мирний договір з Карка Суварнаваршою, правителем Лати (Гуджарат) і регентом Держави Раштракутів, який закріпив обопільними шлюбами: одружився з донькою регента, а свою доньку також видав у шлюб із ним. В результаті зміг відновити політичний авторитет Східних Чалук'їв. Взяв титул нарендрамагараджа (лев серед царів).
З 820 року починається новий конфлікт з Раштракутами, де повну владу перебрав магараджахіраджа Амогхаварша I. Віджаядітья I захопив важливу раштракутську фортецю Стхамбу (сучасна Каммаметту), але зрештою зазнав тяжкої поразки.
За свідченням сучасних йому хроністів провів 108 битв, на честь яких спорудив 108 храмів Шиви. Йому спадкував син Вішну-вардхан V.